# Malagi, Badami
Malagi là một làng thuộc tehsil Badami, huyện Bagalkot, bang Karnataka, Ấn Độ.